# Ange
Pour les articles homonymes, voir Ange (homonymie).
 (septembre 2021).
Un ange est une créature surnaturelle dans de nombreuses traditions, notamment dans les trois religions abrahamiques et dans l'Avesta. Ce terme désigne un envoyé de Dieu, c'est-à-dire un intermédiaire entre Dieu et les hommes. Il transmet un message divin ou agit lui-même selon la volonté divine, et chante la gloire de Dieu.
L'ange est normalement invisible, mais lorsqu'il se laisse voir, lors d'un rêve ou d'une vision, il a une apparence humaine, transfigurée par une lumière surnaturelle.
Le mot ange vient du latin angelus, emprunté au grec ancien ἄγγελος / ággelos signifiant « messager ». En proto-sémitique *malʾak- signifie « ange » et « messager ».
L'angélologie est l'étude des anges, de leur nom, de leur place dans la hiérarchie céleste et de leur rôle.

## Ancien Testament
Dans la Bible hébraïque, les anges sont des messagers qui originairement effectuent des tâches bonnes ou mauvaises. Selon certains historiens, la fréquentation des dieux assyriens et babyloniens lors de l'exil à Babylone par les rédacteurs de la Bible aurait introduit dans le monde testamentaire une spécialisation avec des anges, agents du Bien et des démons, anges déchus.
Les anges sont mentionnés à plusieurs endroits, dans la Genèse lors de la Création, et ensuite en lien avec les hommes :
Dans la Genèse sont notamment mentionnés les chérubins qui gardent l'arbre de vie (Genèse 3, 24), un ange qui arrête Abraham sur le point de tuer Isaac (Genèse 22, 12), les anges du songe de l'échelle de Jacob où celui-ci voit des anges monter et descendre sur une échelle dont l'extrémité touche le ciel (Gn 28, 12), la lutte de Jacob avec l'ange, les anges qui viennent prévenir Loth de la fin de Sodome sous une forme humaine que ce dernier reçoit dans sa maison et l'archange Raphaël, qui accompagne Tobie sur la route. Michel devient l'ange du prophète Daniel. Le nom des anges comporte souvent la syllabe El, qui désigne Dieu : ce sont des noms théophores.
Principaux livres de l'Ancien Testament où des anges apparaissent :
- Livre de la Genèse : Hospitalité d'Abraham, sauvetage de Loth de la destruction de Sodome et Gomorrhe, sacrifice de Isaac, bataille de Jacob contre l'ange de Ésaü.

L'Église catholique chaldéenne considère aussi les anges comme des créatures bienfaisantes apportant joie, protection et plaisir.
- Livre de Tobie : Archange Raphaël.
- Livre de Daniel : Archange Michel.

## Judaïsme
Dieu a créé les anges (malakh) et les constellations et tout ce qu'elles contiennent et tout ce qui est au-dessous d'eux et tous ont besoin de Lui pour exister. Maïmonide dit que l'intelligence des anges est plus grande que celle des hommes. Il les appelle « Intelligences » (comme les sphères qui ont mis le monde en mouvement et les astres), conception proche de celle d'Aristote. En hébreu le pluriel de « saba », « sabaoth », signifiait « astres » et « armées » (angéliques). Ce mot fut repris par l'Église durant des siècles : « Deus Sabaoth » : le « Dieu des Armées ». Il soutient que l'ancienne tradition juive comptait dix degrés ou ordres d'anges appelés aussi « Intelligences » et affirme que cette croyance est la seconde après Dieu. La croyance dans les anges est commune aux juifs, aux musulmans et aux chrétiens, mais celle de Maïmonide, disant qu'à chaque brin d'herbe correspond une étoile dans le Ciel, semble se rapprocher de l'Univers des Idées platoniciennes.
- Enluminures tirées d'une haggada séfarades avec des anges sur des thèmes bibliques : échelle de Jacob, Sacrifice d'Isaac, hospitalité d'Abraham…, XIIIe siècle[n 1]. Haggadah dorée, British Library.

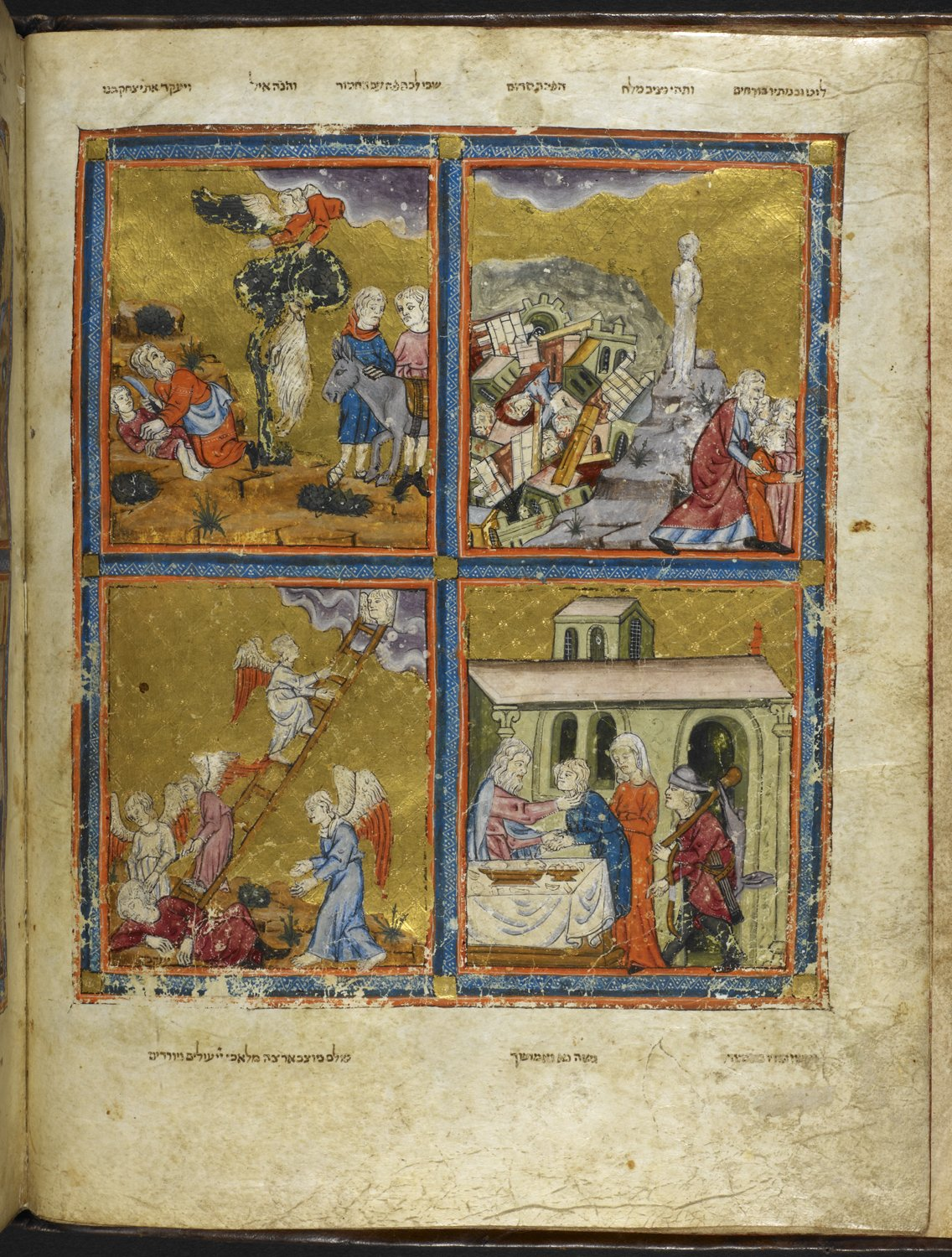
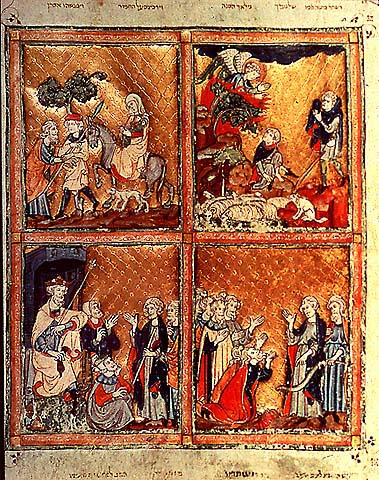
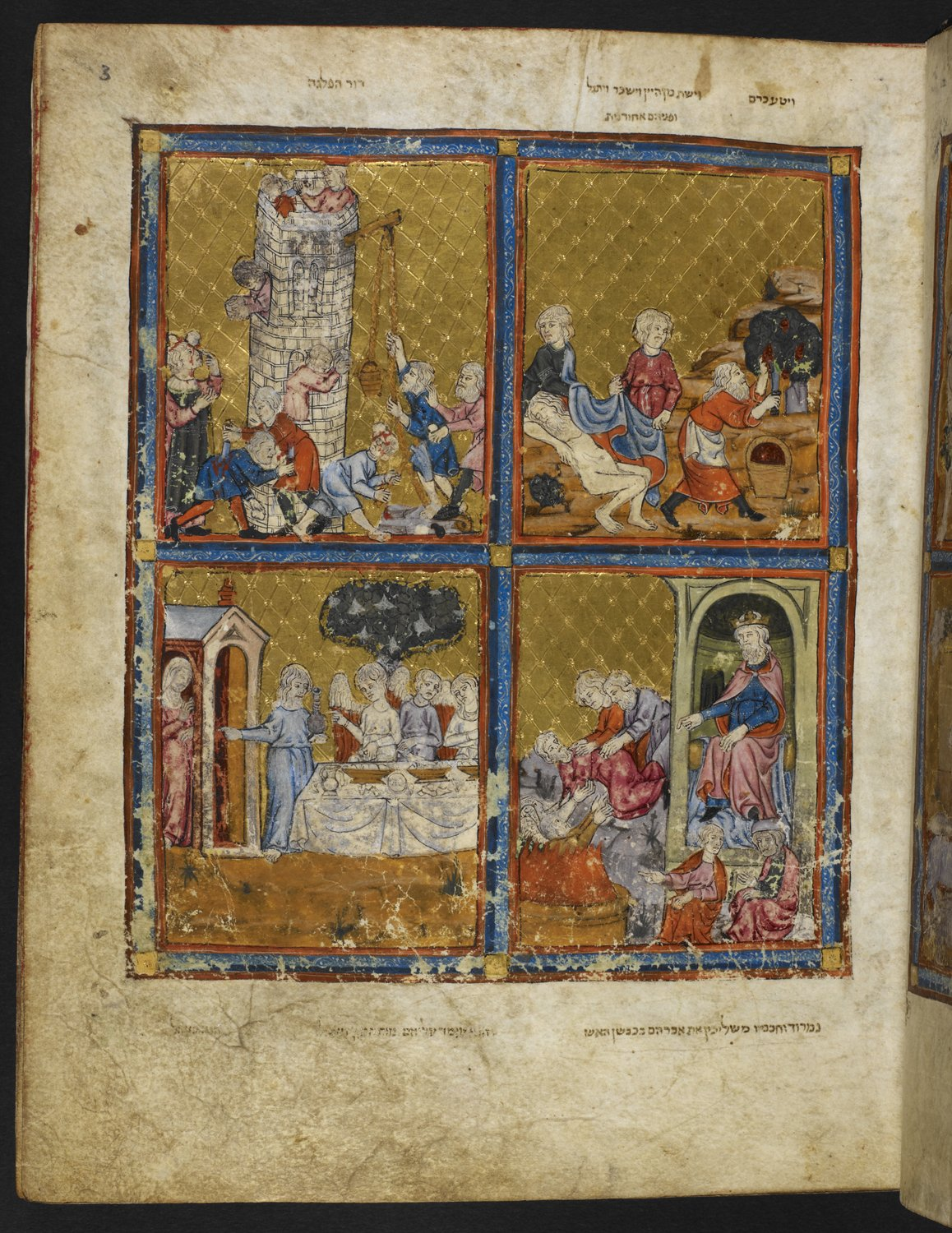
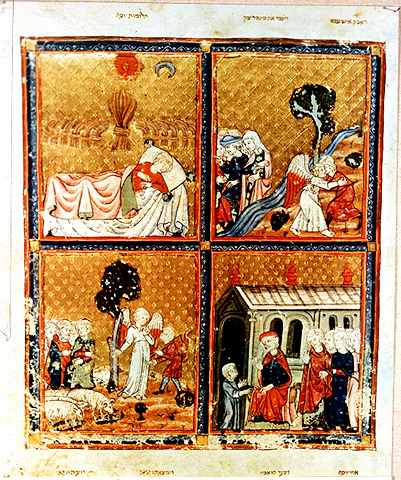

- Classes : Maïmonide enseigne qu'il y a deux classes d'anges : les « permanents » et les « périssables ». Idem pour Judah ha-Lévi (1085-1140), fameux poète et théologien juif du XIIe siècle, qui différencie les anges « éternels » et les anges créés à un moment donné. Il enseigne dans Le Livre de Kuzari (IV) qu'il y avait deux classes ou espèces d'anges. Il écrit :

« Comme pour les anges, certains sont créés à un moment donné à partir de subtils éléments de matière (comme l'air et le feu). Certains sont éternels (c'est-à-dire existent depuis l'éternité et pour l'éternité), et ce sont peut-être les intelligences spirituelles dont parlent les philosophes. »

Et il poursuit :

« Il n'est pas certain que les Anges vus par Isaïe, Ezéchiel et Daniel appartiennent à la classe d'anges créés à un moment donné, ou à la classe d'essences spirituelles qui sont éternelles ». Qu'étaient-ils alors ? Saadia ben Joseph pensait qu'ils étaient des visions. »

- Propriétés : Maïmonide dit que les anges sont invisibles : ce sont des formes spirituelles, des esprits, des Intelligences. Si on leur prête une forme et une allure humaine, c'est par « accommodation à la faiblesse de l'intelligence commune. Si on leur a donné des ailes, c'est parce que le vol est le plus parfait et le plus noble d'entre les mouvements locaux de l'animal, qui permet de s'approcher et de s'éloigner en un clin d'œil ». De même, il est écrit dans le Zohar (Vayera 101a) : « Quand Abraham souffrait encore des effets de la circoncision, Celui qui est Saint lui envoya trois anges, de forme invisible, pour s'informer de sa santé ». Et le texte poursuit : « Vous pourriez vous demander comment les anges peuvent être visibles, puisqu'il est écrit "Qui des esprits fait ses anges" (Psaume 104:4). Cependant Abraham les vit assurément, pendant qu'ils descendaient sur Terre sous la forme d'hommes. Et, en effet, chaque fois que les esprits célestes descendent sur Terre, ils s'habillent d'éléments corporels et apparaissent aux hommes sous forme humaine ». Mais il est bien difficile de concilier ce qui précède avec la déclaration du Livre des Jubilés (15:27), à savoir que « tous les anges de la présence et tous les anges de la sanctification » étaient déjà circoncis quand ils furent créés.

- Substance : Selon le Zohar, l'archange Gabriel a pour mission de briser l'orgueil (donc l'ange de l'humilité) et de contrecarrer les projets du démon (il dégage de l'eau qui met le démon en fuite). L'archange Michel doit rallumer le feu sacré dans le cœur de l'homme et ranimer la foi affaiblie. Raphaël (dont le nom signifie celui qui guérit) guérit les malades (cf. Bassin de Siloé du Nouveau Testament) et dégage de l'air, symbole de la vie. Abraham reçoit ces trois anges chez lui, dans l'épisode des chênes de Mambré de la Genèse. Dans le livre de Daniel ou de Tobie, sont mentionnés sept anges qui sont sans cesse devant la face de Dieu. Mais, d'après le Talmud, les noms des anges vinrent avec les Israélites de Babylone et seraient un emprunt à la religion perse ; les anges furent créés le second jour, et leur substance est moitié eau et moitié feu.

- Fonction : Chaque ange a un office particulier : Michel garde les enfants d'Israël, Gabriel rend force et courage, Uriel (Dieu est ma Lumière) éclaire les hommes dans les ténèbres de la nuit, Raphaël a soin de notre santé physique et spirituelle.

Les anges de la tradition judaïque sont à la racine de la tradition chrétienne : les sept archanges leur sont communs dont trois sous le même nom : Michel, Gabriel et Raphaël.
- Fêtes : Pendant le Yom Kippour chaque juif doit faire comme s'il était un ange : ni boire ni manger. « Shalom Aleichem » est une chanson chantée avant de commencer le repas du Shabbat. Un midrash (légende) veut que chaque juif soit accompagné le soir du vendredi par deux anges. Si les chandelles brûlent, le bon ange donne une bénédiction, mais si elles ne brûlent pas c'est le mauvais ange qui donne la bénédiction[7].

## Christianisme

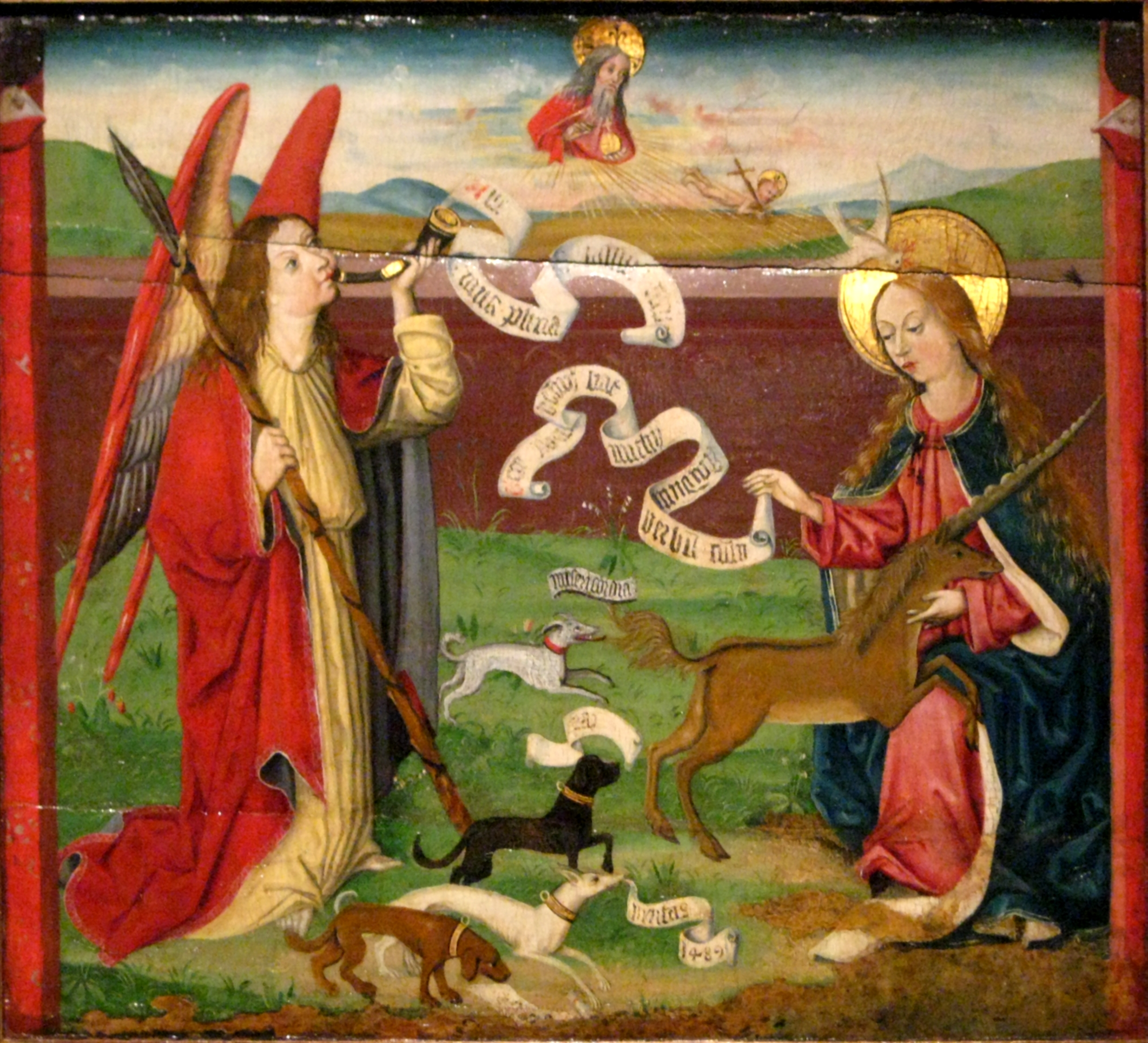
L'annonciation. Peinture de Martin Schongauer, XVe siècle.

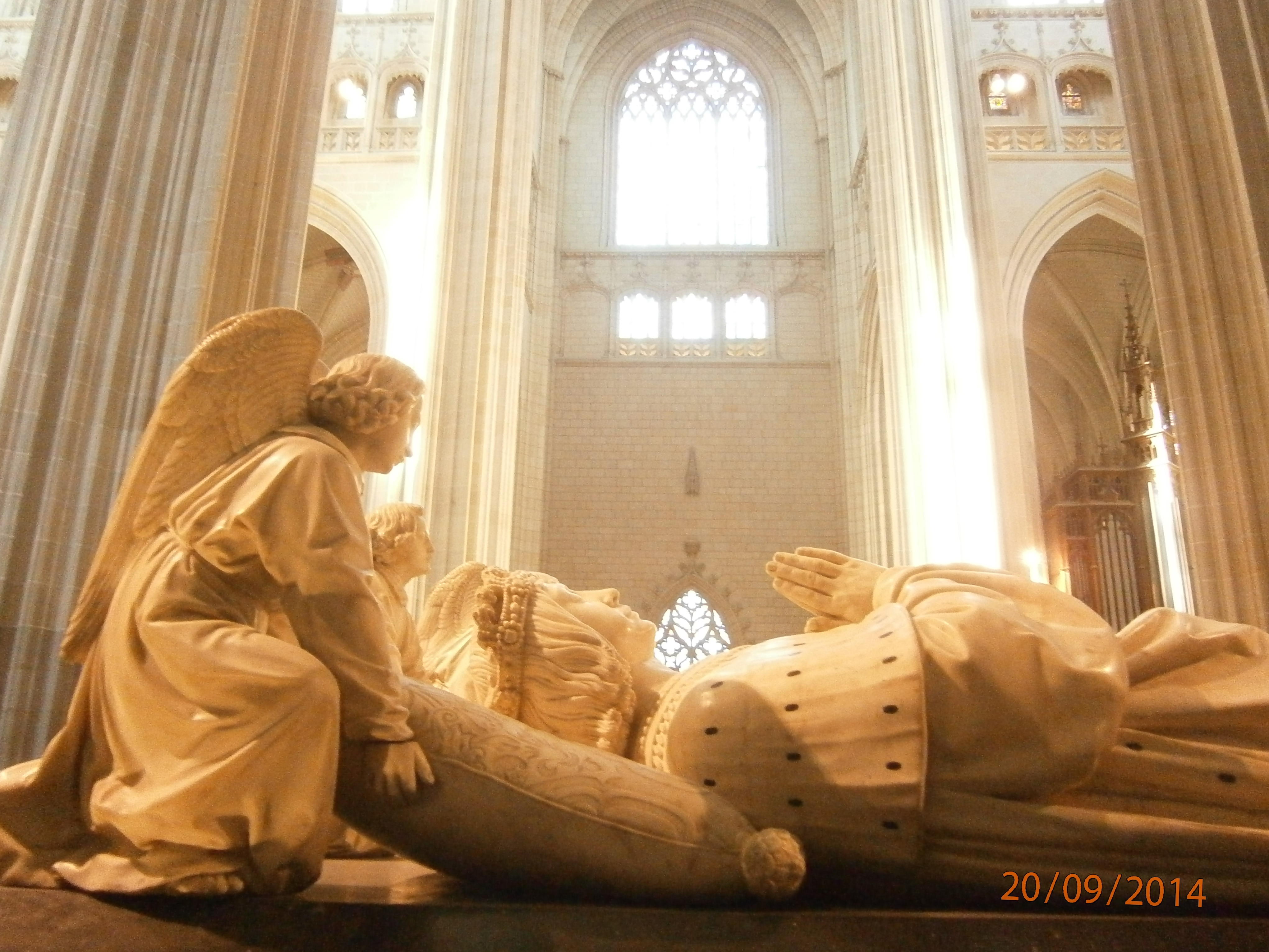
Un exemple d'ange dans l'art chrétien du XVIe siècle. Tombeau des Ducs de Bretagne, Cathédrale Saint-Pierre-et-Saint-Paul de Nantes.

Dans le Nouveau Testament, certains passages mentionnent la présence des anges. L'ange de l'Annonciation, Gabriel, apparaît à Zacharie dans le Temple (Luc 1, 11-13 et 19), à la croisée du chemin entre l'Ancien Testament et le nouveau ; puis il entre chez Marie à Nazareth, il lui apparaît, et la salue du qualificatif de « pleine de grâces » (Annonce faite à Marie, Évangile selon Luc, 1, 26-28) pour lui annoncer la bonne nouvelle de sa conception virginale et l'incarnation du Verbe. La naissance de Jésus, appelé Fils de Dieu, est accompagnée d'une vision de légions d'anges en fête par les bergers et leurs troupeaux.
Dans sa prédication, Jésus parle peu des anges : il cite surtout les bons anges (par exemple Matt 22, 30 ; Matt 25, 31 ; Luc 15, 10 ; Luc 20, 36), les anges des enfants (les chérubins), qui voient toujours la face du Père dans les cieux (Matt 18, 10), et les anges de la Justice divine.
| Évangile selon Matthieu                                                               | Évangile selon Luc                                                  | Évangile selon Marc                                       | Évangile selon Jean                             |
| ------------------------------------------------------------------------------------- | ------------------------------------------------------------------- | --------------------------------------------------------- | ----------------------------------------------- |
| Matth 1:20-24 1° Songe de Joseph                                                      | Luc 1:11-19 Ange de Zacharie                                        | Marc 1:13 Jeûne au désert, Anges serviteurs               | Jean 5:4 Ange guérisseur de la Piscine de Siloé |
| Matth 2:13-19 2° Songe de Joseph                                                      | Luc 1:26-35 Annonciation, Gabriel                                   | Marc 4:10 Tentation du Christ                             | Jean 12:29                                      |
| Matth 4.6 Tentation du Christ                                                         | Luc 2:9-21 Nativité                                                 | Marc 12:25                                                | Jean 1:51 Nathanaël                             |
| Matth 13:39 49, 13:39, 24:31-36, 25:31 25:41 Anges de la Parousie, Anges moissonneurs | Luc 8:38                                                            | Marc 13:27-32, Anges de la Parousie                       |                                                 |
| Matth 18:10,22:30 Enseignement de Jésus                                               | Luc 9:26, 12:8-9, 15:10, 16:22, 20:36, 24:23 Enseignement du Christ |                                                           |                                                 |
| Matth 26:53 Passion de Jésus (Légions d'anges)                                        | Luc 22:43 Ange de l'Agonie à Gethsémani                             |                                                           |                                                 |
| Matth 28:2-5 Anges de la Résurrection                                                 | Luc 24:23 Anges de la Résurrection                                  | Marc 16:5 Résurrection : un « jeune homme vêtu de blanc » | Jean 20:12 Résurrection                         |

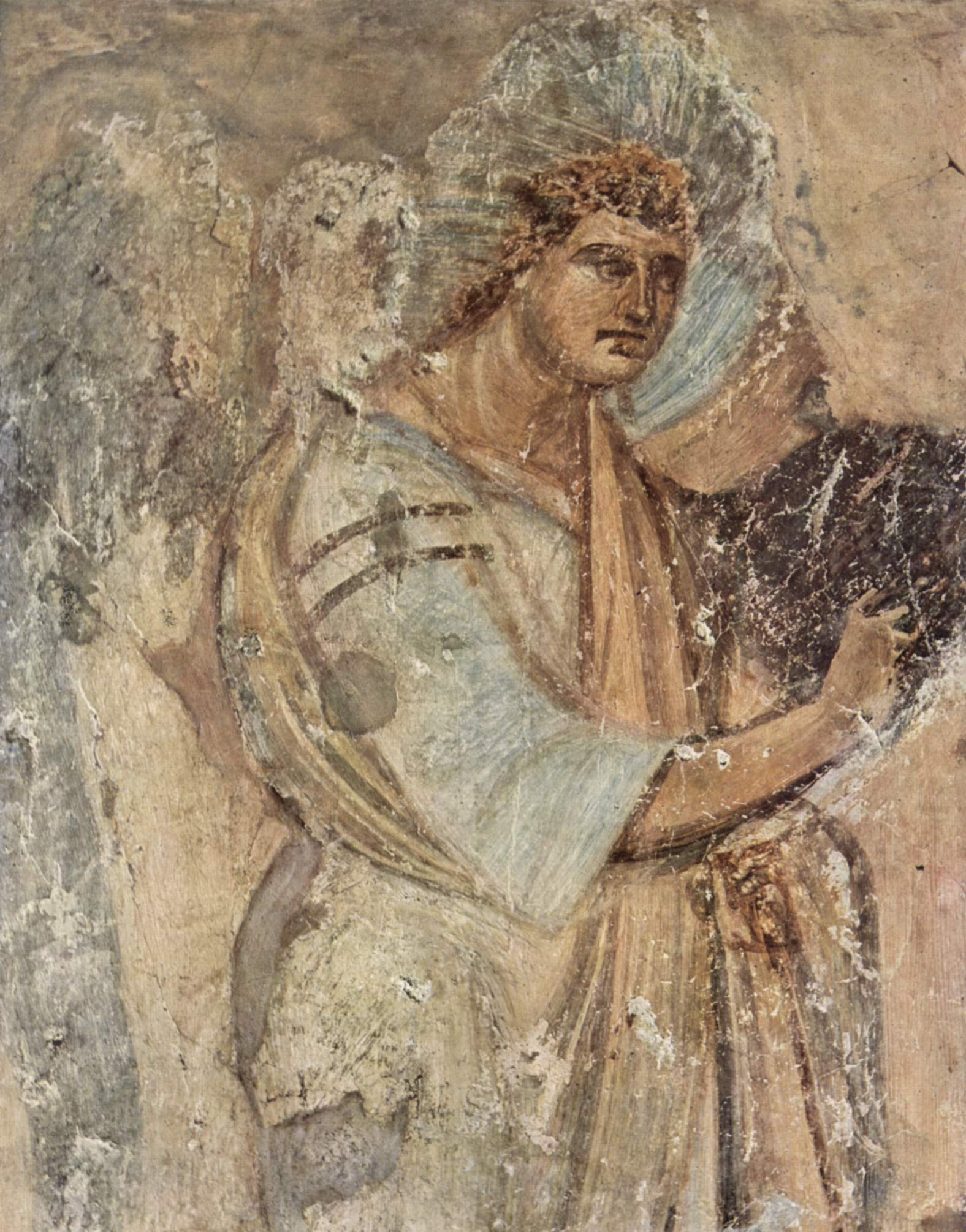
Représentation d'un ange. Fresque de l'église Santa Maria Antiqua, Rome, v. 705-707.

Durant son agonie, un ange appelé « Ange de la Consolation » lui apparaît au Jardin des Oliviers et lui montre un calice dont il ne veut boire : cette scène de Gethsémani a été peinte par de nombreux artistes chrétiens durant des siècles. Enfin lors de la Résurrection, ce sont des anges qui apparaissent aux Myrophores, et qui leur parlent, pour leur annoncer la Résurrection de Jésus : ils sont décrits comme « blancs comme neige » ou « vêtus comme l'éclair » alors qu'auparavant dans les Évangiles, aucune description des anges n'était faite, seuls les artistes nous les représentent avec une fleur de lys ou une paire d'ailes (le blanc est devenu le symbole de la Résurrection dans les vêtements liturgiques). Dans l'Apocalypse, Jean rapporte la vision de l'ange Michel et ses légions d'anges qui combattent et remportent la victoire définitive de Dieu, contre l'« antique serpent » qui égarait la Terre depuis des siècles.
La « messe des Anges » (Missa de angelis) se disait jadis devant le cercueil des jeunes enfants ; elle daterait du XIIe siècle.
L'Hymne des chérubins (Cheroubim) ou Chérouvikon est chanté à l'offertoire dans la divine liturgie byzantine :

« Nous qui, mystiquement, sommes l'icône des chérubins, et qui en l'honneur de la Trinité vivifiante chantons l'hymne trois fois sainte, déposons tout souci du monde afin d'accueillir le Roi de toutes choses escorté par les ordres angéliques, Allélouia »

Les principaux rôles traditionnellement dévolus aux anges dans l'imagerie médiévale sont ceux d'intermédiaires ou d'agents de l'au-delà, de gardiens de l'ordre divin, de célébrants de la liturgie céleste.

## Islam
Malāk (ملاك, « qui se possède, contrôle son âme ») (au pluriel malāʾika) (ملائكة) est le terme arabe pour désigner les anges. Les anges occupent une place de choix dans la tradition coranique. Le Coran parle très souvent des anges, et en donne une description dans la sourate 35 :

« Louange à Allah, Créateur des cieux et de la Terre, qui a fait des Anges des messagers dotés de deux, trois ou quatre ailes. Il ajoute à la création ce qu'Il veut, car Allah est omnipotent. »

Dans la plupart des cas, les anges interviennent en tant que messagers de Dieu auprès des prophètes ou de personnages déterminés, notamment Abraham, Zacharie, Marie, la mère de Jésus. Dans d'autres cas, les anges sont envoyés pour soutenir les croyants contre leurs ennemis. Il est aussi question des « anges gardiens » ou « anges scribes ». Selon les traditions, chaque être humain serait accompagné de deux anges : un « ange de la droite » écrivant ses bonnes actions et un « ange de la gauche » qui inscrit les mauvaises.
Le Coran cite nommément quelques anges. Certains sont désignés par une fonction, sans être nommés, comme l'ange de la mort. Ce sont surtout les commentaires et la prédication populaire qui se sont chargés de nommer et décrire la plupart des êtres angéliques.
- Gabriel (Jibrīl) est le plus important des anges. Il est souvent surnommé l'Esprit fidèle. D'après la tradition s'appuyant sur l'interprétation de deux passages du Coran, la révélation coranique a été transmise à son prophète Mahomet par l'ange Gabriel dans la grotte du mont Hirā. Le Livre de l'Échelle de Mahomet relate l'ascension jusqu'à Dieu de Mahomet sous la conduite de l'ange Gabriel. Il est traditionnellement l'ange qui annonce les naissances, et, bien que le Coran ne le précise pas, selon les traditions, il a annoncé la naissance de Jean-Baptiste (Yaḥyā) au prophète Zacharie (Zakariyyā), ainsi que la naissance de Jésus (ʿīsā) à la Vierge Marie (Maryam).

- Mikaël (Michel ou Michael) est nommé dans le Coran. C'est un des anges du Jugement dernier chargé de la « pesée des actes ». Selon les traditions, il serait aussi l'ange chargé de la pluie et de la végétation.

- Izrāʾīl (ou Azraël) est cité dans le Coran de manière anonyme. Il est l'Ange de la Mort (Malāk-Al-Mawt) qui est chargé d'ôter l'âme aux corps des défunts. Il apparaîtrait terrifiant aux impies et consolateur aux fidèles. Les assistants de l'ange de la mort sont de deux sortes ; les Anges de miséricorde et les Anges du supplice. Le Coran cite aussi la mécréance des Égyptiens lorsque Dieu leur avait envoyé les prophètes Moïse et Aaron et précise aussi que, pour les punir, il abattit sur eux l'ange de la mort. Au commencement, Dieu l'aurait envoyé prendre un peu de terre.

- Riḍwān (Redouane, Radwane, Ridohan) n'est pas nommé dans le Coran mais est chargé de garder le Paradis. C'est le plus grand de ses serviteurs. Les gardiens du Paradis sont innombrables, « seul le Seigneur peut délimiter leur nombre » d'après le Coran. Bien d'autres anges, qui ne sont pas mentionnés dans le Coran, ont été nommés et abondamment décrits avec de nombreuses variantes par les prédicateurs populaires s'inspirant des commentaires coraniques et de récits divers. Par exemple, deux anges célèbres, Munkar et Nakir, sont les anges de « l'interrogatoire du tombeau », et dont l'aspect suscite la terreur. Ils auraient pour tâche d'interroger dans leur tombeau l'infidèle et le croyant qui a commis de grandes fautes.
- Israfil : Israfil est l'Archange qui soufflera dans la trompe afin de mettre un terme à la vie d'ici-bas. La tradition veut que Israfil ait déjà sa bouche sur l'embouchure de la trompe et attendant L'ordre de Dieu pour souffler. Il soufflera deux fois. la première fois sera pour prendre la vie de tous les êtres vivants. La deuxième fois sera lors du réveil des âmes pour annoncer le début du Jugement dernier : « Et on soufflera dans la Trompe et Nous les rassemblerons tous » (sourate 18, verset 99, Coran).
- Malik, le gardien de l'enfer, est nommé dans le Coran, et ne sourit jamais à cause de sa création.

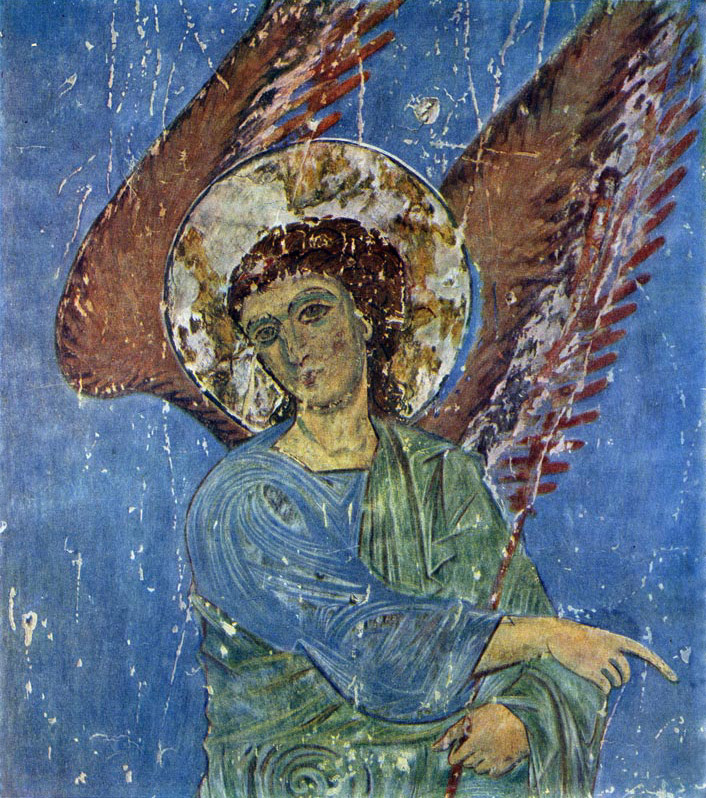
Image de l'Archange Israphil (Raphaël) ANGÉLUS

 Bien que "Ismah" (infaillabilité) soit appliqué aux anges, cela n'implique pas qu'ils ne font aucune erreur. Ils n'ont tout simplement aucun désir de pécher. Les circonstances peuvent affecter les anges (comme le savent les hadiths, comme l'odeur), les faisant se tromper.
Selon un hadīth, Dieu aurait créé l'ange à partir de la lumière, le djinn à partir du feu et l'homme à partir de terre. Comme dans les autres traditions, les anges n'ont pas de sexe et ne se reproduisent pas, contrairement à l'être humain et aux djinns.

## Hiérarchie angélique
- Première hiérarchie :

Premier chœur : Séraphins

Deuxième chœur : Chérubins

Troisième chœur : Trônes

- Deuxième hiérarchie

Premier chœur : Dominations

Deuxième chœur : Vertus

Troisième chœur : Puissances

- Troisième hiérarchie :

Premier chœur : Principautés

Deuxième chœur : Archanges

Troisième chœur : Anges

### Anges

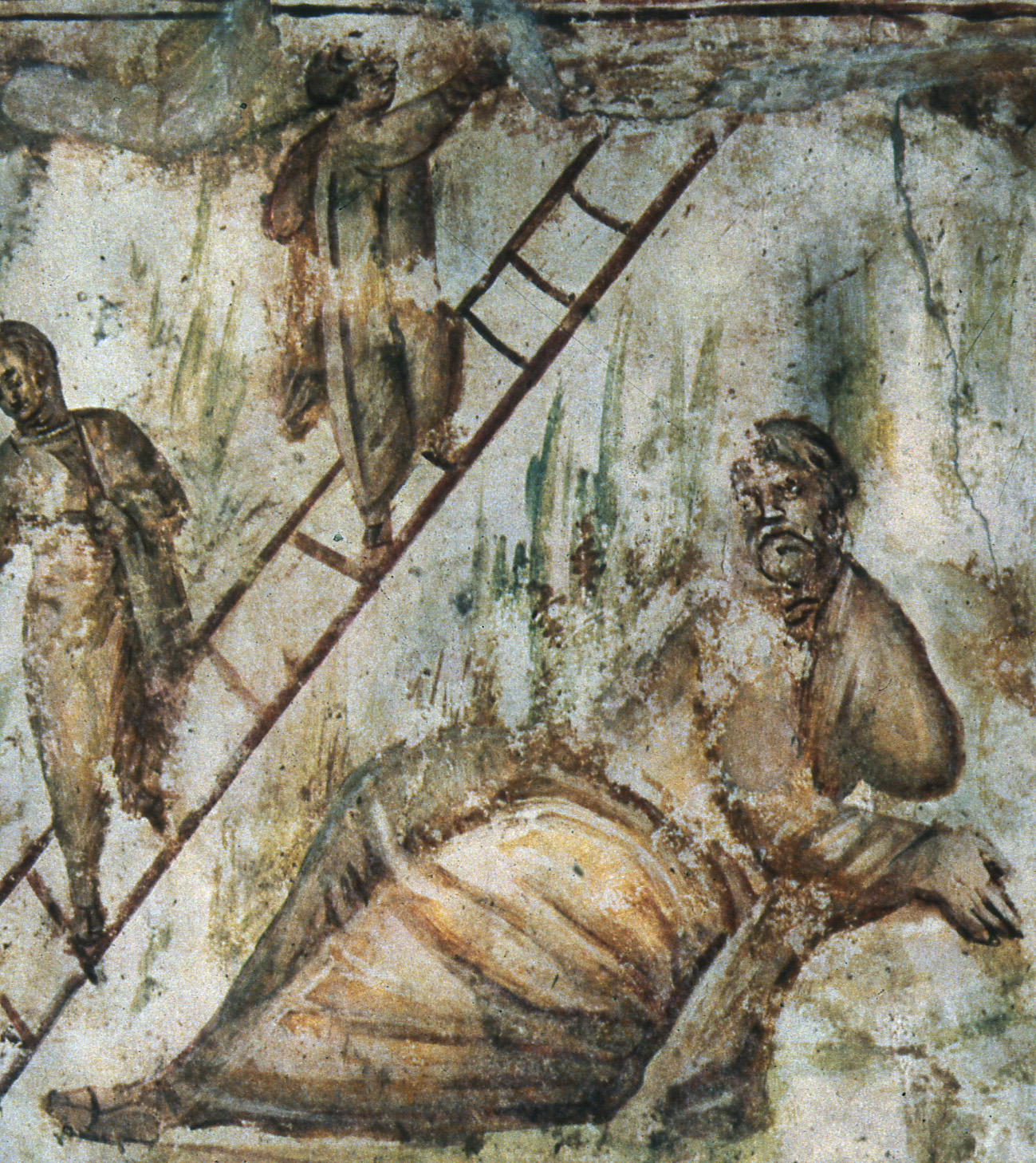
L'Échelle de Jacob, catacombe de la Via Latina, Rome.

Les neuf hiérarchies sont de nature différente et s'élèvent graduellement de l'homme vers Dieu. Selon le Pseudo-Denys l'Aréopagite (vers 490), les neuf chœurs sont regroupés en trois hiérarchies, en fonction de leur proximité de Dieu. Au sommet, la première hiérarchie est constituée par les Séraphins, les Chérubins et les Trônes ; viennent ensuite les Dominations, les Vertus, les Puissances ; puis les Anges, les Archanges et les Principautés. Selon Lambert de Saint-Omer, auteur du Liber floridus (1120), la hiérarchie est légèrement différente et s'énonce ainsi : anges, archanges, vertus, puissances, principautés, dominations, trônes, chérubins et séraphins. Lambert associe chacun de ces ordres à une pierre précieuse : sardoine, topaze, jaspe, chrysolite, onyx, béryl, saphir, escarboucle et émeraude.

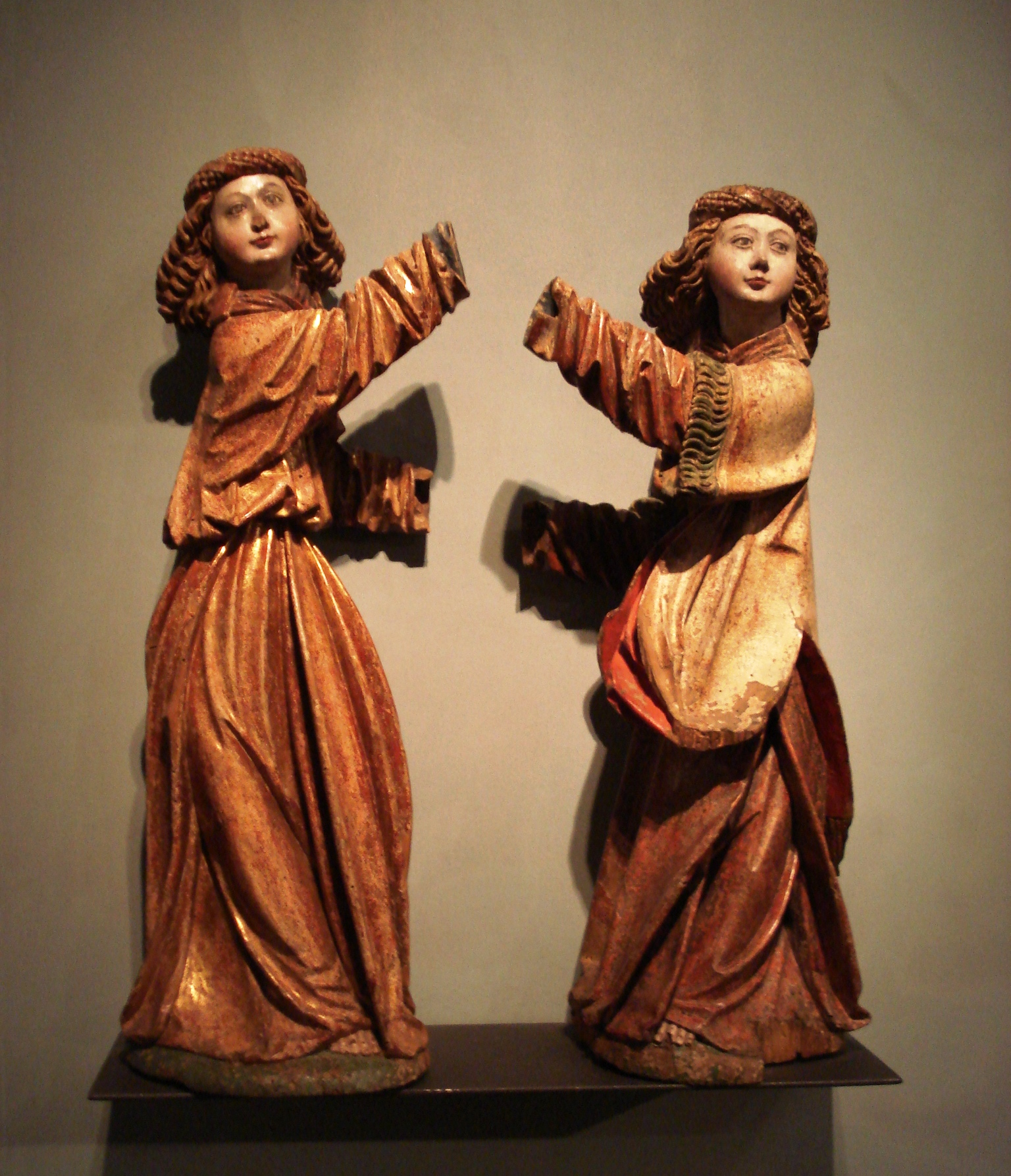
Deux anges de bois polychrome, art gothique. Couvent Sainte-Agnès, Prague.

Les anges sont les messagers de Dieu. Basile le Grand dit que chaque personne vivante possède un ange gardien. La représentation des anges ailés n'apparaît qu'au IVe siècle (abside de l'église Sainte-Pudentienne à Rome). L'ange décrit dans le livre de Daniel 3:25, quant à lui, ne porte pas d'aile. Mais son pouvoir sur le feu permet de sauver Ananias, Azarias et Misaël de la fournaise. La Bible ne parle pas de la nécessité pour les anges de manger pour se maintenir en vie. Elle dit pourtant qu'à certaines occasions, les anges, sous forme humaine, ont mangé de la nourriture (Gn 18.1-5 et Gn 19.3).
- Ils sont nombreux :
  - L'Apocalypse 5.11 décrit la louange de nombreux anges devant le trône de l'Agneau de Dieu : leur nombre était des myriades de myriades et des milliers de milliers ;
  - Douze légions d'anges étaient à la disposition du Seigneur (Matt 26.53) ;
  - Hébreux 12.22 parle aussi de myriades d'anges ;
  - À la fin des temps, le Seigneur apparaîtra au milieu de ses saintes myriades (Jude 14) ;
  - Daniel 7.10 dit que « mille milliers servaient l'ancien des jours et que des myriades de myriades se tenaient devant lui » ;
  - Luc 2.13 parle de la « multitude de l'armée céleste » ;
  - La Bible parle d'eux comme d'une armée (Ps148.2), mais ils ne se marient pas, ne sont pas même sexués, ni ne meurent (Mt 22.30 ; Marc 12.25 ; Luc 20.34-36).
- Ils sont plus puissants que les hommes : Paul parle des anges et de la puissance de Dieu (2 Th 1.7) et Pierre dit qu'ils sont supérieurs aux hommes en force et en puissance (2 P 2.11). Un seul ange extermina tous les hommes forts et vaillants de l'armée de Syrie, assemblée contre Ézéchias (2 Chr 32.21). Un seul ferma la gueule des lions au temps de Daniel (Dan 6.22). Un ange roule la pierre du sépulcre de Jésus sans difficulté (Mt 28.2). Un ange ouvre les portes des prisons et libère les apôtres (Ac 5.19) et Pierre (Ac12.7). Un seul ange prendra Satan et l'enfermera dans l'abîme (Ap 20.2).
- Ils ont des pouvoirs guérisseurs : Jean 5:4 L'Ange guérisseur de la piscine de Siloé, guérit un pauvre aveugle avec son sang.
- Ils sont comparables à des esprits :
  - « Ne sont-ils pas tous (les anges) des esprits au service de Dieu, envoyés pour exercer un ministère en faveur de ceux qui doivent hériter du salut ? » (Hébreux 1 : 13-14) ;
  - « Pour les anges, il a cette parole : celui qui fait de ses anges des esprits et de serviteurs une flamme de feu » (Hébreux 1 : 6-7) ;
  - « L'ange du Seigneur s'adressa à Philippe. (…) L'esprit dit à Philippe : avance et rattrape ce char » (Actes 8 : 26-29).

- Ils ne sont pas omnipotents :
  - Ni Michel (Jude 1.9), ni Satan (Job 1.12 ; 2.6) n'ont une puissance illimitée ;
  - Le chef de l’empire perse résiste vingt-et-un jours à l'envoyé de Dieu qui doit être aidé par Michaël (Dan 10.13) ;
  - En Apocalypse 12, il y a un combat entre les bons et les mauvais anges.

### Archanges
Un archange est un chef parmi les anges, et peut être chef des armées (Apocalypse 12.7). Dans la Bible, est évoqué un archange, Michel (ou Michaël).
Le terme archange ne se trouve que deux fois dans le Nouveau Testament : Michel מיכאל (celui qui chassera Satan dans l'Apocalypse), Jude 9 : « Michel l'archange » ; 1 Thessaloniciens 4.16 : une voix d'archange : une voix de chef d'armée.

### Chérubins
Les chérubins, ou kéroubim, sont représentés dans l'imagerie populaire sous les traits de bébés ailés. Toutefois, la Bible donne aux chérubins une position élevée différente des séraphins. D'après le Livre de la Genèse, les chérubins, avec « la lame flamboyante d’une épée », après le péché d’Adam, interdirent à l’homme l’accès à l'arbre de vie.

### Séraphins
Les séraphins, dans la Bible, ont six ailes dont ils se couvrent le corps :

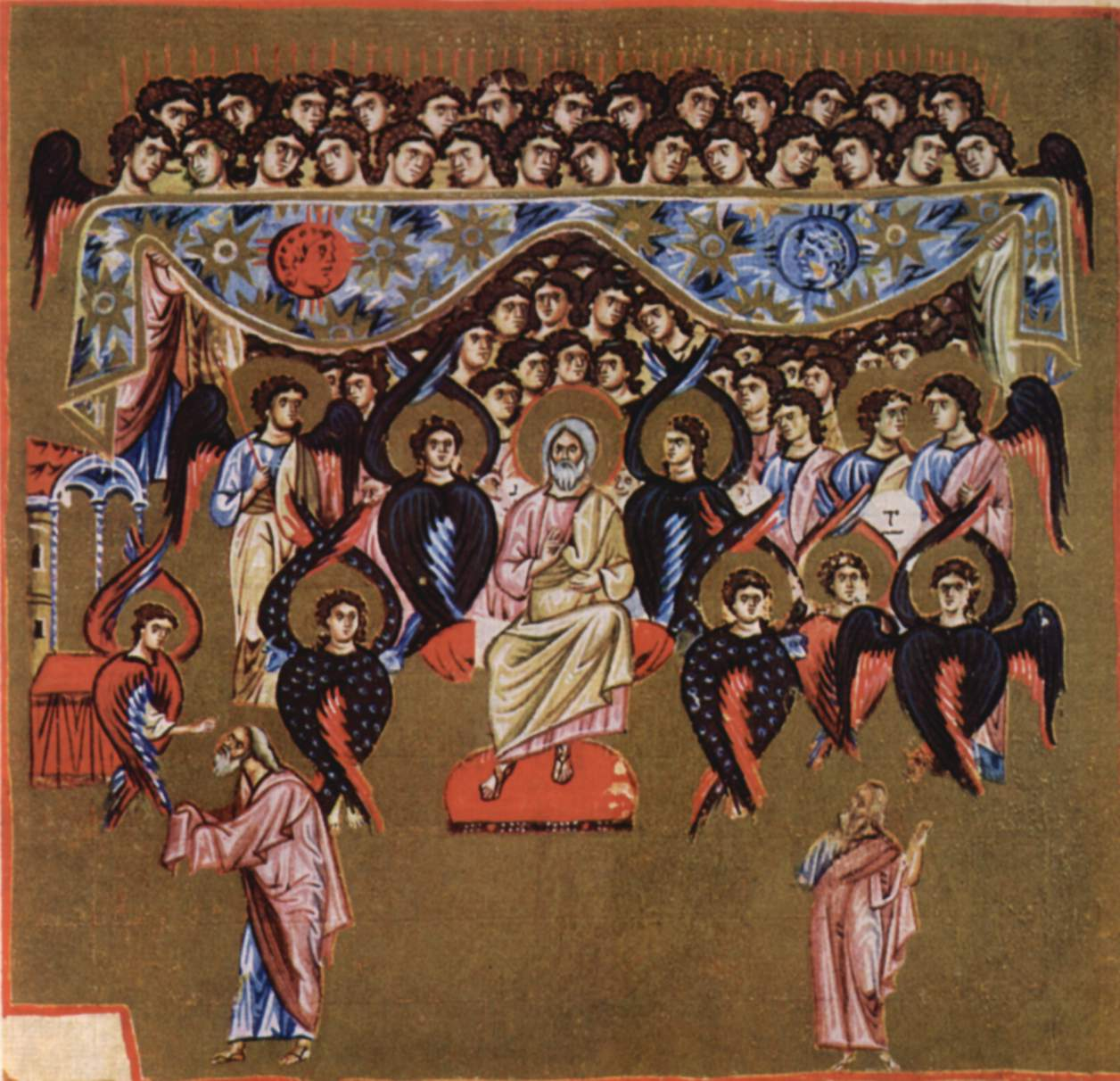
Séraphins à six ailes, Homélies de Jacques de Kokkinobaphos, enluminure byzantine du XII, Bibliothèque nationale de France.

« L'année de la mort du roi Ozias, je vis le Seigneur assis sur un trône très élevé, et les pans de sa robe remplissaient le temple. Des séraphins se tenaient au-dessus de lui ; ils avaient chacun six ailes ; deux dont ils se couvraient la face, deux dont ils se couvraient les pieds, et deux dont ils se servaient pour voler. Ils criaient l'un à l'autre, et disaient : Saint, saint, saint est le Seigneur des armées ! toute la terre est pleine de sa gloire ! Les portes furent ébranlées dans leurs fondements par la voix qui retentissait, et la maison se remplit de fumée. Alors je dis : Malheur à moi ! je suis perdu, car je suis un homme dont les lèvres sont impures, j'habite au milieu d'un peuple dont les lèvres sont impures, et mes yeux ont vu le Roi, le Seigneur des armées. Mais l'un des séraphins vola vers moi, tenant à la main une pierre ardente, qu'il avait prise sur l'autel avec des pincettes. Il en toucha ma bouche, et dit : Ceci a touché tes lèvres ; ton iniquité est enlevée, et ton péché est expié. »

— Esaïe, chapitre 6

### Langue des anges
La langue des anges est évoquée par Paul dans le chapitre 13 de la Première épître aux Corinthiens : « Quand je parlerais les langues des hommes et des anges, si je n'ai pas l'amour, je suis un airain qui résonne ou une cymbale qui retentit. »
Il est possible que les anges, étant de purs esprits, n'aient pas besoin de langage pour communiquer les uns avec les autres. Les êtres humains communiquent avec des mots, qui sont des représentations symboliques de la pensée. Peut-être les êtres purement spirituels peuvent-ils transmettre leurs pensées dans un état pur, sans besoin de médiation ou de signes.
Dans la tradition islamique, et selon Ahmed ibn Moubarek, disciple d'Abd al-'Aziz al-Dabbagh, il existe une langue des anges nommée langue « siryanîte », proche de la langue des oiseaux.

## Néoplatonisme et kabbale

### Philosophes néoplatoniciens
Les anges sont mentionnés chez les néoplatoniciens Porphyre de Tyr (vers 260) et Jamblique (vers 320). La hiérarchie est : dieux, archanges, anges, daimôns, archontes du cosmos ou de la matière, héros, âmes des morts, âmes humaines.

« Tu [toi, Porphyre de Tyr] t'enquiers de ce qui manifeste la présence d'un dieu, d'un ange, d'un archange, d'un démon ou de quelque archonte [gouverneur de planète] ou d'une âme. D'un mot, je prononce que les manifestations s'accordent à leurs essences, puissances et activités… D'une seule espèce sont les apparitions des dieux ; celles des démons variés ; celles des anges, plus simples que celles des démons, mais inférieures à celles des dieux ; celles des archanges, plus proches des causes divines ; quant à celles des archontes, si tu entends par là les maîtres du monde qui administrent les éléments sublunaires, elles sont variées, mais rangées en ordre. »

Selon Porphyre, les démons habitent dans la région sublunaire du monde, tandis que les anges habitent la région au-dessus de la Lune.
Proclus établit la hiérarchie suivante des entités spirituelles : dieux intelligibles, dieux intellectifs, dieux hypercosmiques, dieux encosmiques, anges, bons démons, héros : « Je prie les dieux intelligibles de m'accorder un intellect parfait ; les dieux intellectifs, une puissance élévatrice ; les dieux chefs de l'univers, qui sont au-delà du ciel, une activité détachée et séparée des connaissances matérielles ; les dieux qui ont reçu en lot le monde, une vie ailée ; les chœurs angéliques (toùs ayyelikoùs khoroùs), une révélation véridique des choses divines ; les bons démons, la plénitude de l'inspiration venant des dieux ; et enfin les héros, un état d'âme magnanime, grave et sublime ».

### Kabbale de la Renaissance

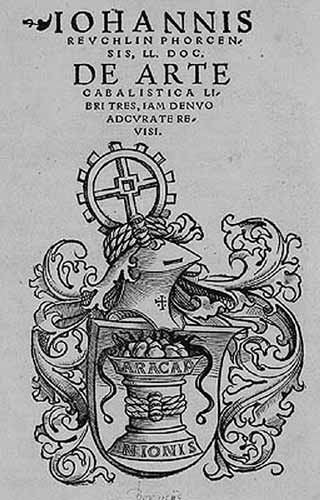
De arte cabalistica, édition de Haguenau (1530), page de titre avec les armes de Reuchlin.

Johannes Reuchlin, avec son De arte cabalistica (1517), influence le De la philosophie occulte de Cornelius Agrippa. Un autre livre notable est le De Harmonia Mundi écrit en 1525 par le moine franciscain Francesco Zorzi, qui fut en correspondance avec Pic de la Mirandole. Le monde divin est le premier degré de l'être ; il est constitué par ce que les kabbalistes juifs appellent Ein-Soph (Infini), et par les dix sephiroth de l'arbre kabbalistique, hypostases engendrées par l'Infini. Le monde angélique est le deuxième degré de l'être ; il est gradué en dix degrés ou Intelligences : les Haioth, les Ophanim, les Aralim, les Hasmalim, les Séraphim, les Malachim, les Elohim, les Bene Helohim, les Cherubim, les Issim. Le monde céleste est le troisième degré de l'être ; il comprend - influencés par les Intelligences du monde angélique - dix degrés, qui sont dix sphères : Saturne ou Sabbathai, Jupiter ou Zedeq, Mars ou Madim, le Soleil ou Semes, Vénus ou Noga, Mercure ou Cocab, la Lune ou Iarcah, l'Âme intellectuelle, l'Âme des Esprits animaux. Enfin, le monde matériel, le macrocosme, avec l'homme (le microcosme) est le quatrième et dernier degré de l'être ; ce monde, influencé par le monde céleste, est celui des Éléments, il contient le microcosme.

## Zoroastrisme
S'inspirant du mazdéisme, Zoroastre évoque deux anges, l'un de lumière (bien) et l'autre de ténèbres (mal), qui se combattent et accompagnent Dieu.

## Yézidisme
La notion des anges dans le yézidisme est mal documentée en raison de la diversité des pratiques résultant de l'absence d'un livre figeant le dogme. Toutefois, les anges semblent être liés au concept de création en sept jours :
| jour     | nom divin     | nom d'usage          | transcription du nom divin[réf. nécessaire] | prénom arabe |
| -------- | ------------- | -------------------- | ------------------------------------------- | ------------ |
| Dimanche | ‘Azra’il      | Melekê Taus          | Azazel                                      | Malik        |
| Lundi    | Darda’il (en) | Shaikh Hasan         | Daniel                                      | Hassan       |
| Mardi    | Israfil       | Shaikh Shams         | Raphaël                                     | (en) Shams   |
| Mercredi | Mika’il       | Shaikh Abu Bakr      | Michel                                      | Boubakeur    |
| Jeudi    | Jibrail       | Sagad ad-Din         | Gabriel                                     | Djibril      |
| Vendredi | Shimna’il     | Nasir ad-Din         | Samaël                                      | Nasir al-Dîn |
| Samedi   | Nura’il       | Yadin [Fakhr ad-Din] | Uriel                                       | Fakhr al-Dïn |
|          |               |                      |                                             |              |

## Les anges dans la culture

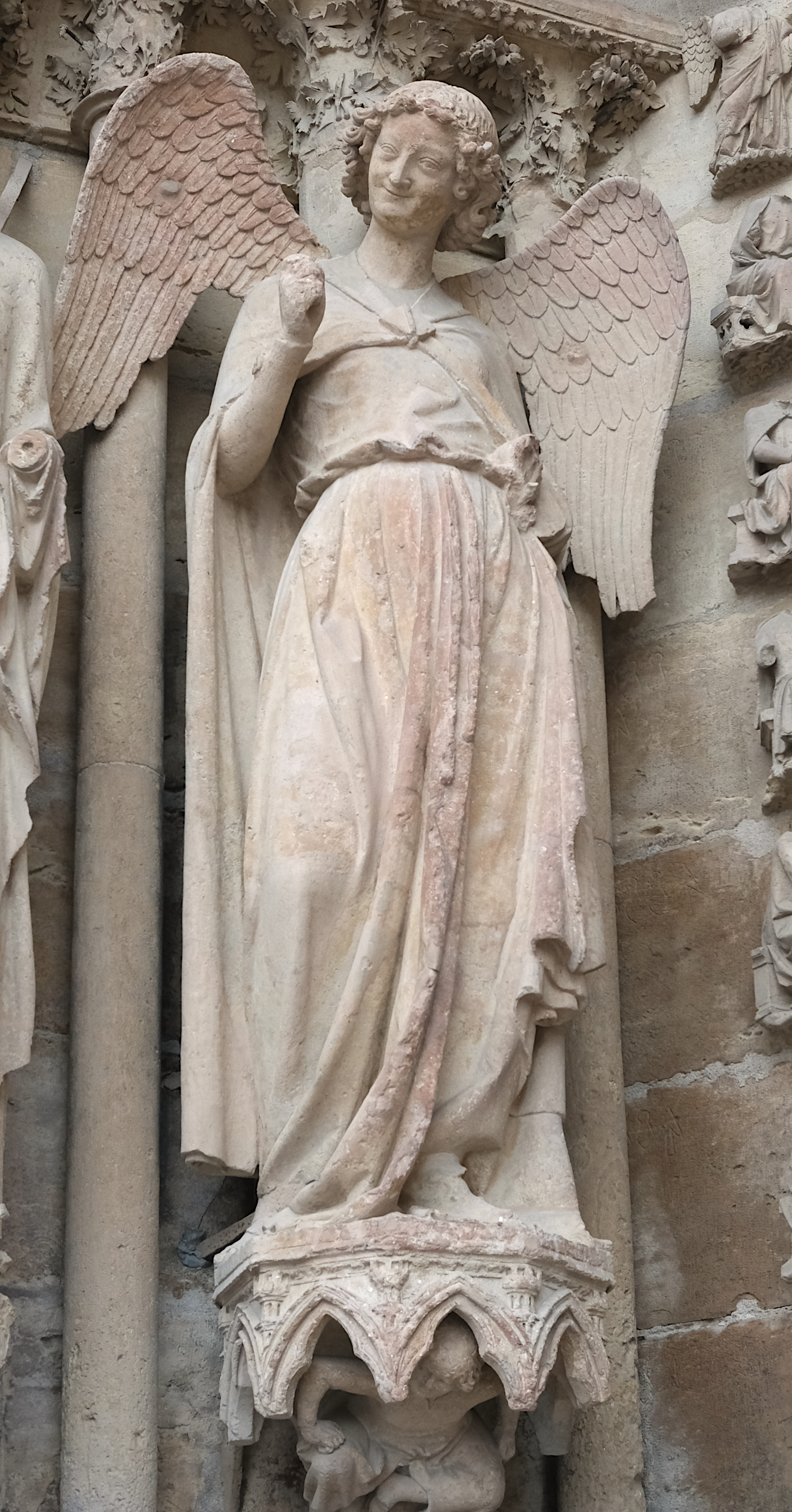
Ange souriant de la cathédrale de Reims.

Les anges sont des éléments récurrents dans la culture populaire ou artistique. De nombreux peintres se sont spécialisés dans la représentation des anges. Ce motif est fréquent sur les vitraux (église Saint-Étienne-du-Mont, cathédrale Saint-Étienne de Sens), les fresques, les peintures (chez Le Pérugin, Raphaël ou Tiepolo surnommé le peintre des anges), les sculptures (chapiteaux de la Chaise-Dieu) : « anges musiciens » jouant de la cornemuse, du biniou, des cymbales, de la bombarde, de la harpe, de l'orgue portatif, par exemple ceux de Melozzo de Forlì.
Bon Ange (le bon conseil) et Mauvais Ange (la tentation) entourent souvent le Capitaine Haddock ou Milou dans les albums de Tintin, œuvre d'Hergé. On les retrouve aussi dans de nombreux films comme les Ailes du désir de Wim Wenders, romans, tableaux et sculptures, ainsi que dans des séries télévisées telles que Les Routes du paradis (1984-1989) ou Joséphine, ange gardien (depuis 1997).